# Tamara Ramsay

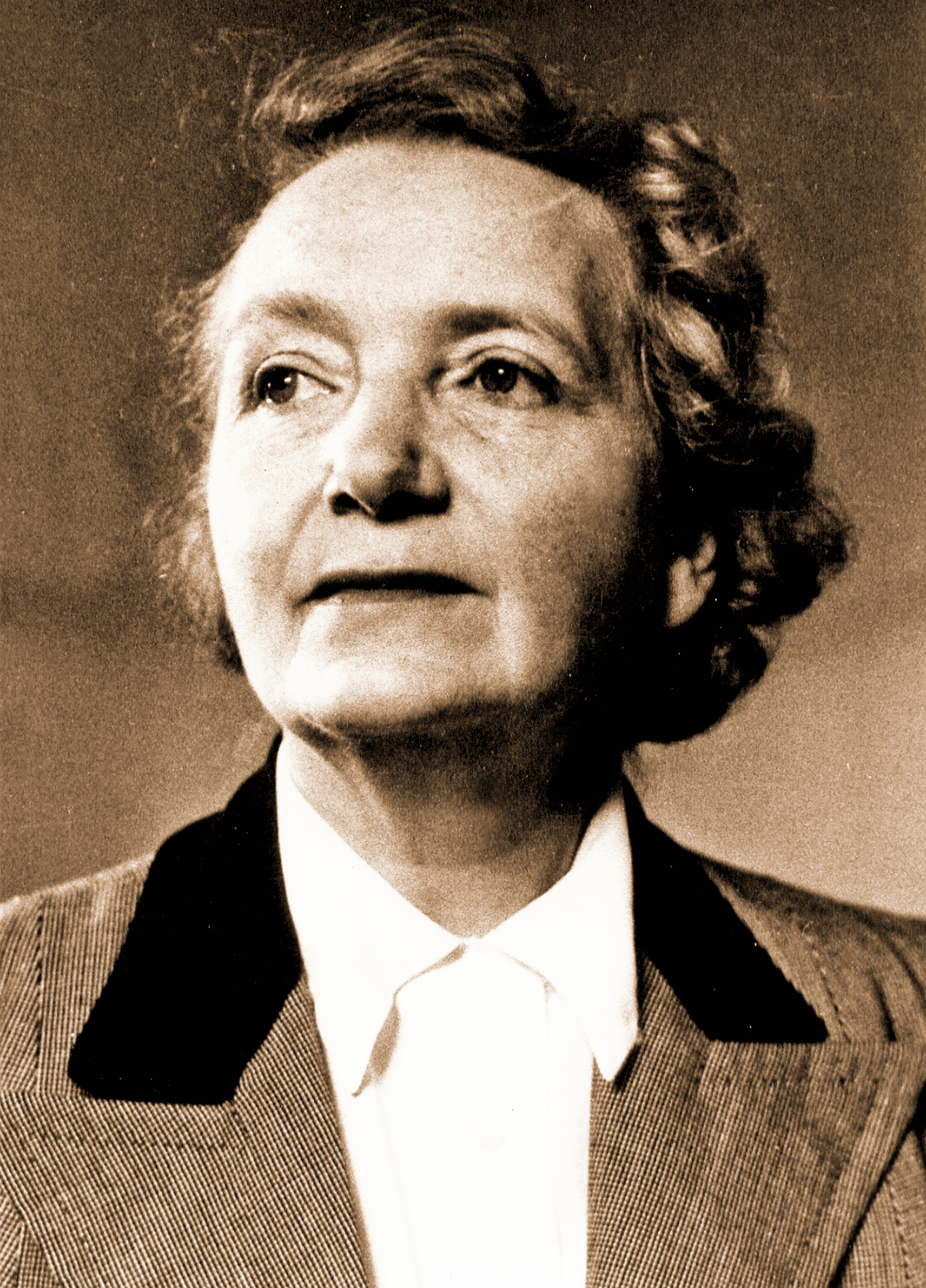

Tamara Ramsay (* 15. September 1895 in Kiew; † 7. März 1985 in Mühlacker) war eine deutsche Kinder- und Jugendbuchautorin, die neben eigenen Werken auch Werke Anderer illustrierte. Sie wurde vor allem durch ihr dreibändiges Jugendbuch Die wunderbaren Fahrten und Abenteuer der kleinen Dott (1950/51) bekannt, dessen erster Band auf eine Vorkriegsausgabe zurückgeht.

## Leben
Tamara Ramsay wurde 1895 in Kiew als zweites von drei Kindern in die junge Familie eines Industriellen hineingeboren. Ihr Vater Karl Johann Ramsay, aus baltisch-schottischer Familie, war Verwaltungsdirektor der Kiewer Walzwerke. Ihre Mutter Elisabeth war die Tochter eines russisch-orthodoxen Priesters und dessen deutsch- und dänischstämmiger Ehefrau. Ihre Geschwister hießen Wladimir und Nina, die wie Tamara in Anpassung an die neue Heimat orthodox getauft wurden.
Als Tamaras Vater 1901 überraschend mit 28 Jahren starb und der finanzielle Rückhalt der Familie nicht mehr gesichert war, verließ die junge Witwe 1905 mit ihren drei Kindern Russland und zog nach Hamburg zu Verwandten, wo sie fortan sich und ihre Kinder durch Arbeit als Dolmetscherin und Klavierlehrerin durchbrachte. Während sich ihre Geschwister früh dem häuslichen Einfluss entzogen, entwickelte sich Tamara den mütterlichen Vorstellungen entsprechend zur „höheren Tochter“ mit musischer, literarischer und künstlerischer Bildung. Sie lebte bis zu deren Tod 1945 unverheiratet mit ihrer Mutter zusammen.
1931 veröffentlichte Tamara Ramsay unter dem Titel Die goldene Kugel ihr erstes Buch, das sie auch selbst illustriert hatte. Nach einem Umzug nach Berlin (1924?) konvertierte sie 1932 zum katholischen Glauben.
Ihr 1941 im Union-Verlag erschienenes Jugendbuch Die wunderbaren Fahrten und Abenteuer der kleinen Dott wurde von der Kritik begeistert begrüßt. Ebenso gelobt wurde ihr Eiszeitbuch Eliwagar (Union-Verlag 1939).
Wegen der Bombennächte 1943 verließ sie mit ihrer Mutter Berlin und siedelte sich in Vorarlberg an, wo sie vermutlich im Rahmen der Kirche Jugendarbeit leistete und sich für die Seligsprechung eines Vergewaltigungsopfers einsetzte. Diese Aktivitäten trugen Tamara Ramsay in der Nachkriegszeit schnell das Unbedenklichkeitszertifikat der Behörden ein, das ihr persönliche Bewegungsfreiheit zwischen den Besatzungszonen ermöglichte.
Nach dem Tod der Mutter Ende 1945 ging sie nach Stuttgart, dem Sitz des Cotta- und des Union-Verlages, der allerdings 1944 vollständig ausgebombt war. Sie bemühte sich jetzt, Wirklichkeit wahrzunehmen, das Elend der sozial Entwurzelten, der Flüchtlinge, der Juden und der Kriegsgefangenen zu erfassen und sich mit der Schuld der Deutschen auseinanderzusetzen. Trost war ihr in diesen Jahren immer wieder ihr katholischer Glaube.
Ausgehend von der Schuldfrage, setzte sie sich in den folgenden Jahrzehnten mit der Entwicklung des Menschen überhaupt und mit der französischen Aufklärung auseinander. Für diese Studien ging sie in fortgeschrittenem Alter (1969) für drei Monate nach Paris, um dort an der Sorbonne Originaltexte einsehen zu können. Sie schaffte es, ihre Manuskripte zu beenden, doch kein Verlag nahm die Texte mehr zum Druck an.
Dafür wurde aber ihr Erfolgsbuch von der kleinen Dott wieder aufgenommen und mit einem zweiten und dritten Band fortgesetzt. Die Illustrationen der Nachkriegsausgaben besorgte Alfred Seidel, der den magisch inspirierten Charakter der einzelnen Episoden mit seinen Schwarz-Weiß-Zeichnungen visualisierte. Das Jugendbuch wurde von kirchlicher Seite zur Lektüre für Jugendliche empfohlen, soll in Baden-Württemberg zum festen Bestand der Schulbüchereien gehört haben und war so begehrt, dass immer wieder Neuauflagen folgten. Die einzige Übersetzung erfolgte ins Holländische, wo aber nur eine Auflage erzielt wurde.
Das andere 1939 erfolgreiche Jugendbuch Eliwagar – das Eiszeitbuch wurde 1958 verkürzt als Sachbuch unter dem Titel Kel – Bei den Eiszeitjägern zwischen Steppe und Tundra herausgegeben. Beide Werke wurden Grundlage für viele Rundfunksendungen und Lesungen. Als einziges neues Werk nach dem Zweiten Weltkrieg wurde ihre Übersetzung der Märchen Hans Christian Andersens mit den Illustrationen von Alfred Seidel vom Verlag angenommen und herausgebracht.
Mit zunehmendem Alter und wachsender Gebrechlichkeit zog sich Tamara Ramsay immer mehr aus der Öffentlichkeit zurück und starb am 7. März 1985 im Alter von 89 Jahren in Mühlacker bei Stuttgart.

## Werke
Die wunderbaren Fahrten und Abenteuer der kleinen Dott ist Ramsays einziges Werk, das größere Aufmerksamkeit erregt hat und in mehreren Auflagen und jeweils der Zeitströmung angepassten Fassungen erschienen ist. Der Erstauflage erschien in drei Bänden. Der Kinderbuchautor Otfried Preußler setzte sich Ende der 1950er Jahre für eine Neuauflage ein, bis es schließlich als einbändige Ausgabe bei dtv als „Kinderbuchklassiker“ erschien.
Tamara Ramsay verbindet in diesem Jugendbuch Märchen- und Sagenmotive aus verschiedenen Regionen, folgt in weiten Teilen des Buches der Vorlage von „Nils Holgerssons wunderbare Reise mit den Wildgänsen“ von Selma Lagerlöf und integriert historische, geographische und biologische Kenntnisse, um die Reise der kleinen Dott zu einem Lehrbuch für die deutsche Jugend zu gestalten. Das Werk wirkt vor allem in seinen zwei nachgeschobenen Bänden stellenweise lehrhaft trocken. Die ins Märchenhafte, ja Mystische gesteigerte Darstellung von historischen Ereignissen mag zumindest der erwachsenen Leserschaft heute befremdlich erscheinen. Auf der anderen Seite finden sich in der unverhohlenen Parteinahme für die Tier- und Pflanzenwelt Ansätze für einen Naturschutzgedanken, der erst 30 bis 40 Jahre später ins allgemeine Bewusstsein vordringen konnte.
Seit dem 16. November 2007 erschien der erste Band der „Wunderbaren Fahrten und Abenteuer der kleinen Dott“ im prignitz-pur Verlag. Er ist derzeit vergriffen. Die Idee zu dieser Neuauflage stammt von Monika Schmid-Welter, der Patentochter Tamara Ramsays. Der zweite Band erschien seit 24. November 2008. Er beinhaltet die Bände zwei und drei der Erstauflage. Auch der 2. Band dieser letzten Wiederauflage ist bereits vergriffen. Der prignitz-pur Verlag hat mittlerweile seine Tätigkeiten eingestellt. Am 11. Dezember 2012 erschien eine englischsprachige einbändige Ausgabe im Verlag Two Harbors Press als Paperback.
Am 30. November 2007 erschien das dazugehörige Hörbuch unter dem Titel „Die kleine Dott“, Teil 1 Die Johannisnacht. Der zweite Teil In Frau Harkes Reich erschien am 29. November 2008. Die Ausgabe des dritten Teils Der Flug mit dem Reiher erfolgte am 1. Dezember 2012. Auch diese Art der Neuauflage erfolgte in Zusammenarbeit mit Monika Schmid-Welter. Produzent und Herausgeber war der in Perleberg ansässige Hörturm.
Am 30. Oktober 2020 erschienen alle drei Bände von „Die wunderbaren Fahrten und Abenteuer der kleinen Dott“  in leicht gekürzter Form mit den originalen Zeichnungen von Alfred Seidel bei Berlinica Publishing als Hardcover mit bedrucktem Umschlag. Die Neuauflage erfolgte in Zusammenarbeit mit Monika Schmid-Welter.

### Illustrationen
- Mein Schiefer-Tafel-Bilderbuch, Löwensohn-Verlag Fürth (um 1920)
- Hoppel-Poppel. Text von Frida Schanz (um 1920)
- Das Himmels-Hospital. Text von Frida Schanz. Fürth i.Br., G.Löwensohn, o. J.[1929].
- D' Jahreszytenuhr von Emmy Lang, Francke-Verlag, Bern (um 1930)
- Kinderland. Was Mensch und Tierlein zu erzählen wissen Von I. M. Jünemann, Borgmeyer-Verlag Hildesheim (um 1930)
- Tier-Radio von Sophie Reinheimer, Schneider-Verlag, Leipzig (1932)
- Von Blumen, Bäumen und fröhlichen Gesellen. Geschichten und Reime, Perthes-Verlag, Stuttgart (1934)
- Der Brezelbusch von Hubert Göbels, Herder-Verlag Freiburg (1936)
- Das alte Haus von Wilhelm Matthiesen mit Zeichnungen von Tamara Ramsay, Herder-Verlag, Freiburg (1936)
- Germanisches Märchenbuch von Erich Wolf mit 100 Zeichnungen von Tamara Ramsay, Diederichs-Verlag, Jena (1937)

### Erzählungen mit eigenen Illustrationen
- Die Goldene Kugel, Märchen und Erzählungen mit 63 Bildern der Verfasserin, Perthes-Verlag, Stuttgart (1931)
- Wunderbare Fahrten und Abenteuer der kleinen Dott mit 90 Zeichnungen, Union Deutsche Verlagsgesellschaft, Stuttgart (1941). Ungekürzte Neuauflage mit den Originalzeichnungen der Autorin in zwei Bänden im Prignitz-Pur-Verlag, Meyenburg 2007, 2008, ISBN 978-3-0002-2568-0 / ISBN 978-3-0002-5570-0.
- Eliwagar – das Eiszeitbuch, Union-Verlag, Stuttgart (1939)
- Wunderbare Fahrten und Abenteuer der kleinen Dott – Verheißung mit 220 Zeichnungen, Union Deutsche Verlagsgesellschaft, Stuttgart (1943)

### Erzählungen/Texte ohne oder ohne eigene Illustrationen
- Wunderbare Fahrten und Abenteuer der kleinen Dott, Band 1, mit 92 Zeichnungen, Berlinica Publishing, Berlin (2020). Modernisierte und leicht gekürzte Neuauflage mit den Originalzeichnungen von Alfred Seidel. ISBN  978-3-96026-036-3
- Wunderbare Fahrten und Abenteuer der kleinen Dott, Band 2, mit 102 Zeichnungen, Berlinica Publishing, Berlin (2020). Modernisierte und gekürzte Neuauflage mit den Originalzeichnungen von Alfred Seidel. ISBN   978-3-96026-037-0
- Wunderbare Fahrten und Abenteuer der kleinen Dott, Band 3, mit 80 Zeichnungen, Berlinica Publishing, Berlin (2020). Modernisierte und  gekürzte Neuauflage mit den Originalzeichnungen von Alfred Seidel. ISBN 978-3-96026-038-7
- Annette von Droste-Hülshoff, Die Dichter der Deutschen, Cotta-Verlag, Stuttgart (1938)
- Annette von Droste-Hülshoff. Ihr Leben in ihrer Dichtung, Port-Verlag, Urach (1948)
- Überarbeitung der kleinen Dott, Zeichnungen von Alfred Seidel (1950)
- Bd. II der kleinen Dott, Zeichnungen von Alfred Seidel (1950)
- Bd. III der kleinen Dott Zeichnungen von Alfred Seidel (1951)
- Überarbeitung und Kürzung von Eliwagar, nun als Kel herausgegeben, Union (1958)

### Übersetzungen
- Übersetzung von Hans Christian Andersens Märchen, Union-Verlag, Stuttgart (1955)

### Unveröffentlichte Texte
- Eva Buchmann
- Melita Maschmann-Fazit
- Die letzte Chance
- Buffon und die französische Aufklärung
- Gewaltigstes ist aber der Mensch